# Comuni d'Italia (Q)
Questa pagina contiene l'elenco dei comuni italiani il cui nome inizia con la lettera Q.
Per ogni comune vengono indicate la provincia e la regione di appartenenza.
| Comune            | Provincia            | Regione        |
| ----------------- | -------------------- | -------------- |
| Quadrelle         | Avellino             | Campania       |
| Quadri            | Chieti               | Abruzzo        |
| Quagliuzzo        | Torino               | Piemonte       |
| Qualiano          | Napoli               | Campania       |
| Quaranti          | Asti                 | Piemonte       |
| Quaregna Cerreto  | Biella               | Piemonte       |
| Quargnento        | Alessandria          | Piemonte       |
| Quarna Sopra      | Verbano-Cusio-Ossola | Piemonte       |
| Quarna Sotto      | Verbano-Cusio-Ossola | Piemonte       |
| Quarona           | Vercelli             | Piemonte       |
| Quarrata          | Pistoia              | Toscana        |
| Quart             | Aosta                | Valle d'Aosta  |
| Quarto            | Napoli               | Campania       |
| Quarto d'Altino   | Venezia              | Veneto         |
| Quartu Sant'Elena | Cagliari             | Sardegna       |
| Quartucciu        | Cagliari             | Sardegna       |
| Quassolo          | Torino               | Piemonte       |
| Quattordio        | Alessandria          | Piemonte       |
| Quattro Castella  | Reggio Emilia        | Emilia-Romagna |
| Quiliano          | Savona               | Liguria        |
| Quincinetto       | Torino               | Piemonte       |
| Quindici          | Avellino             | Campania       |
| Quingentole       | Mantova              | Lombardia      |
| Quintano          | Cremona              | Lombardia      |
| Quinto di Treviso | Treviso              | Veneto         |
| Quinto Vercellese | Vercelli             | Piemonte       |
| Quinto Vicentino  | Vicenza              | Veneto         |
| Quinzano d'Oglio  | Brescia              | Lombardia      |
| Quistello         | Mantova              | Lombardia      |